# Daniel Fernandes (Fußballspieler)
Daniel Márcio Fernandes (* 25. September 1983 in Edmonton, Alberta; genannt Dani) ist ein portugiesisch-kanadischer Fußballspieler. Er spielt seit 2022 für die Gudja United in der Maltese Premier League.

## Verein
Fernandes begann als Torhüter in der Jugend der Vancouver Olympics und wechselte dann in den Nachwuchs des FC Porto. Nach einer kurzen Zeit bei Celta de Vigo, wo er zum Kader der zweiten Mannschaft gehörte, kam er mit 19 Jahren in der Saison 2003/04 zum damaligen Zweitligisten SSV Jahn Regensburg; auch hier sollte er in der zweiten Mannschaft, welche in der Bayernliga spielte, eingesetzt werden. Nachdem dort aber mit den Spielern Klaus Seißenberger und Andreas Neumeier die Torhüterposition bereits besetzt war, kam er zu keinem Einsatz. Danach wechselte Fernandes dank einiger Kontakte nach Griechenland zum PAOK Thessaloniki. Vorerst nur auf Probebasis angestellt, erkannte der damalige Coach Aggelos Anastasiadis sein Talent und verhalf ihm zu einem festen Vertrag. Im Jahr 2005 wurde Fernandes vom neuen Trainer Giorgos Kostikos zur Nummer 1 befördert. Obwohl Medien und Fans verwundert waren, zeigte sich bald, dass dies eine richtige Entscheidung war. Indem er in beinahe allen Spielen – sowohl Liga als auch im griechischen Pokal – zwischen den Pfosten stand, konnte er mit dazu beitragen, dass die Saison 2005/06 nicht vollkommen enttäuschend verlief. PAOK Thessaloniki schaffte es trotz vieler Probleme innerhalb und außerhalb des Platzes, sich für den UEFA-Cup 2006/07 zu qualifizieren. Im Sommer 2006 gab es Gerüchte, Fernandes stünde auf der Wunschliste von mehreren Vereinen, wie z. B. dem FC Chelsea oder Manchester United. Fernandes sagte jedoch, dass er mit seiner Karriere bei PAOK Thessaloniki sehr zufrieden sei. Er verlängerte seinen Vertrag bis 2008. Zur Saison 2008/09 wechselte Fernandes in die Bundesliga zum VfL Bochum. Zu Beginn seiner Bochumer Zeit war er hier Stammtorhüter, ehe er im Mai 2009 von Philipp Heerwagen verdrängt wurde. Im September 2009 wurde Fernandes schließlich von Interimstrainer Frank Heinemann zur Nummer 4 zurückgestuft. Am 18. Januar 2010 wurde Fernandes bis zum Ende der Saison an Iraklis Thessaloniki verliehen. Auch in der folgenden Saison spielte Fernandes auf Leihbasis für griechische Vereine. Im Juni 2011 wurde sein Vertrag mit dem VfL Bochum aufgelöst. Er schloss sich daraufhin dem rumänischen Erstligisten CFR Cluj an. Im Januar 2012 wechselte er zum FC Twente Enschede. Im Sommer 2013 wurde er abermals nach Griechenland an OFI Kreta verliehen. Auf Kreta konnte er im November 2013 die bisherige Nummer eins Iosif Daskalakis verdrängen und behielt den Stammplatz im Tor bis Saisonende. Nach Ende der Leihe vereinbarte Twente im Sommer 2014 ein erneutes Leihgeschäft mit dem griechischen Erstligisten Panthrakikos. Dort kam er lediglich auf vier Einsätze, ehe er Ende 2014 nach Enschede zurückkehrte. Nach einigen Stationen in den Vereinigten Staaten gab der norwegische Erstligist Lillestrøm SK im Januar 2017 die Verpflichtung Fernandes bekannt. Wegen einer positiven Dopingprobe im April 2017 war er ein Jahr ohne Verein. Im Sommer 2018 ging er nach Portugal zum Zweitligisten SC Farense und war dort zwei Spielzeiten aktiv. Seitdem spielt er auf Malta und stand in den folgenden zwei Jahren für die Tarxien Rainbows und den FC Birkirkara im Tor. Seit dem 4. Dezember 2022 spielt er nun für Ligarivale Gudja United.

## Nationalmannschaft
Von 2002 bis 2003 absolvierte Daniel Fernandes mehrere Spiele für die kanadische U-20-Nationalmannschaft, entschied sich dann aber für die portugiesische A-Nationalmannschaft. Im November 2006 wurde Fernandes erstmals in die portugiesische A-Nationalmannschaft berufen. Er debütierte am 5. Juni 2007 beim Freundschaftsspiel gegen Kuwait, das 1:1 (0:0) endete. Er wurde in der 66. Minute für Quim eingewechselt und kassierte dabei in der 88. Minute durch einen direkt verwandelten Freistoß aus rund 26 Metern das Tor zum Ausgleich. Sein zweites Länderspiel absolvierte beim Freundschaftsspiel gegen Finnland, als er beim 1:0 (0:0)-Sieg in der 60. Minute für Stammtorhüter Eduardo ins Spiel kam. Fernandes wurde von Nationaltrainer Carlos Queiroz als Torhüter in den 23-köpfigen portugiesischen Kader für die Fußball-Weltmeisterschaft 2010 berufen, kam dort aber als Ersatztorhüter zu keinem Einsatz.

## Erfolge
- Rumänischer Meister: 2012
- Norwegischer Pokalsieger: 2017